# Pavetta laoticensis
Pavetta laoticensis är en måreväxtart som beskrevs av Cornelis Eliza Bertus Bremekamp. Pavetta laoticensis ingår i släktet Pavetta och familjen måreväxter.
Artens utbredningsområde är Laos. Inga underarter finns listade i Catalogue of Life.